# Gardens of Grief
Gardens of Grief – pierwszy minialbum szwedzkiego zespołu deathmetalowego At the Gates. Wydawnictwo ukazało się w 1991 roku nakładem wytwórni muzycznej Black Sun Records. Nagrania zostały zarejestrowane w lutym 1991 roku w Studio Sunlight we współpracy z Tomasem Skogsbergiem. Album ten zawiera dedykacje dla Pera Yngve Ohlina, wokalisty Mayhem, który popełnił samobójstwo w tym samym roku.

## Lista utworów
Opracowano na podstawie materiału źródłowego.
| Nr | Tytuł utworu                 | Długość |
| -- | ---------------------------- | ------- |
| 1. | „Souls of the Evil Departed” | 03:34   |
| 2. | „At the Gates”               | 05:22   |
| 3. | „All Life Ends”              | 06:10   |
| 4. | „City of Screaming Statues”  | 04:46   |
|    |                              | 19:52   |

## Twórcy
Opracowano na podstawie materiału źródłowego.
| - Jonas Björler - gitara basowa - Adrian Erlandsson - perkusja - Anders Björler - gitara - Tomas Lindberg - śpiew - Alf Svensson - gitara |  | - Tomas Skogsberg - inżynieria dźwięku, produkcja |